# Medina confinis
Medina confinis là một loài ruồi trong họ Tachinidae.